# Jürgen Backhaus
Jürgen Georg Backhaus (* 5. August 1950 in Hannover) war Inhaber der Alfried Krupp von Bohlen und Halbach-Stiftungs–Professur für Finanzwissenschaft und Finanzsoziologie an der Universität Erfurt. Seine Forschungsschwerpunkte reichen von der Finanzwissenschaft über die ökonomische Analyse des Rechts bis hin zu theoriegeschichtlichen Beiträgen.

## Leben und Wirken
Von 1986 bis 2001 war er ordentlicher Professor der Finanzwissenschaften an der Universität Maastricht und von 1994 bis 1997 gleichzeitig Gastprofessor an der Robert-Schuman-Universität Straßburg. Von 1980 bis 1986 hat er als Associate Professor im Department of Economics an der Auburn University in den USA gelehrt.
Jürgen Backhaus hat seine wissenschaftliche Laufbahn an der Universität Konstanz begonnen, wo er von 1974 bis 1976 wissenschaftlicher Angestellter und von 1979 bis 1981 Lehrbeauftragter im Fachbereich Wirtschaftswissenschaften war. Von 1977 bis 1978 hat er am Center for Study of Public Choice des Virginia Polytechnic Institute als Post-Doctoral Fellow geforscht.
Ebenfalls an der Universität Konstanz hat Jürgen Backhaus die Fächer Wirtschaftswissenschaften, Verwaltungswissenschaften und Politische Wissenschaften studiert und 1973 als Diplom-Volkswirt abgeschlossen. 1976 erhielt er das Lizentiat der Rechtswissenschaft (Lic. jur.) und wurde 1985 bei Gérard Gäfgen zum Dr. rer. pol. promoviert.
Von 2001 bis zu seiner Emeritierung 2015 war er Inhaber der Alfried Krupp von Bohlen und Halbach-Stiftungs-Professur für Finanzwissenschaft und Finanzsoziologie an der neugegründeten Staatswissenschaftlichen Fakultät der Universität Erfurt, an deren Aufbau er mitwirkte. Von 2001 bis 2003 war er Dekan der Fakultät.
Jürgen Backhaus ist Autor einer Vielzahl von Aufsätzen in begutachteten wissenschaftlichen Zeitschriften. Er ist Herausgeber des European Journal of Law and Economics und der Buchreihe The European Heritage in Economics and the Social Sciences. In seiner über 25-jährigen Karriere als Hochschulprofessor hat er mehr als 70 Fachbücher veröffentlicht.

## Ehrungen
2004 wurde er „für sein umfangreiches wissenschaftliches Gesamtwerk und insbesondere seine Verdienste um die Einheit der Staatswissenschaften, zum Wohle der Menschheit“ zum Ehrendoktor der Wirtschaftswissenschaftlichen Fakultät der Universität von Thessalien in Volos, Griechenland, ernannt.
Am 27. August 2007 erhielt Jürgen Backhaus das Bundesverdienstkreuz am Bande für seine besonderen Verdienste um den internationalen Ruf und die Profilbildung der Universität Erfurt.

## Schriften
- Öffentliche Unternehmen. Zum Wirtschaftsrecht, den Funktionen und Rechtsformen öffentlicher Unternehmen. Haag + Herchen, Frankfurt am Main 1977, ISBN 3-88129-080-X (2., durchgesehene und erweiterte Auflage 1980, ISBN 3-88129-329-9).
- als Herausgeber mit Thomas Eger, Hans G. Nutzinger (Hrsg.): Partizipation in Betrieb und Gesellschaft. 15 theoretische und empirische Studien. Campus, Frankfurt am Main u. a. 1978, ISBN 3-593-32342-7.
- Ökonomik der partizipativen Unternehmung. Band 1. Mohr, Tübingen 1979, ISBN 3-16-341772-8.
- Arbeitsverhältnis und Beschäftigung. Politisch-ökonomische Analyse zur Bekämpfung der Arbeitslosigkeit. Campus, Frankfurt am Main u. a. 1980, ISBN 3-593-32493-8.
- als Herausgeber mit Hans G. Nutzinger: Eigentumsrechte und Partizipation. = Property Rights and Participation (= Frankfurter Abhandlungen zu den gesamten Staatswissenschaften. 2). Haag + Herchen, Frankfurt am Main 1982, ISBN 3-88129-563-1.
- Mitbestimmung im Unternehmen. Eine ökonomische Rechtsanalyse des Verfassungsgerichtsurteils vom 1. März 1979 als Beitrag zur Theorie der wirtschaftlichen Rechtspolitik. Vandenhoeck & Ruprecht, Göttingen 1987, ISBN 3-525-13179-8 (Zugleich: Konstanz, Universität, Dissertation, 1985).
- als Herausgeber mit Hans G. Nutzinger: Codetermination. A Discussion of Different Approaches. Springer, Berlin u. a. 1989, ISBN 0-387-50648-9.
- mit Yuichi Shionoya, Bertram Schefold: Gustav von Schmollers Lebenswerk. Eine kritische Analyse aus moderner Sicht. Wirtschaft und Finanzen, Düsseldorf 1989, ISBN 3-87881-038-5.
- als Herausgeber: Systemwandel und Reform in östlichen Wirtschaften (= Sammelbände von Tagungen des Arbeitskreises für Politische Ökonomie. 10). Metropolis, Marburg 1991, ISBN 3-926570-30-X.
- mit Gottfried Eisermann, Francesca Schinzinger, Peter D. Groenewegen: Wilhelm Roscher und seine „Geschichte der National-Oekonomik in Deutschland“. Wirtschaft und Finanzen, Düsseldorf 1992, ISBN 3-87881-068-7.
- als Herausgeber: Gustav Schmoller und die Probleme von heute (= Volkswirtschaftliche Schriften. Heft 430). Duncker & Humblot, Berlin 1993, ISBN 3-428-07502-1.
- als Herausgeber mit Gerd Grözinger, Renate Schubert (Hrsg.): Jenseits von Diskriminierung. Zu den institutionellen Bedingungen weiblicher Arbeit in Beruf und Familie. Metropolis, Marburg 1993, ISBN 3-926570-90-3.
- mit Johannes Hanel: Die Nachfolge – ein Versuch über Heinrich Herkner, den Volkswirt (= Beiträge zur Geschichte der deutschsprachigen Ökonomie. 6). Metropolis, Marburg 1994, ISBN 3-89518-004-1.
- als Herausgeber: Werner Sombart (1863–1941) – Social Scientist. 3 Bände (Bd. 1: His Life and Work. Bd. 2: His Theoretical Approach Reconsidered. Bd. 3: Then and Now.). Metropolis, Marburg 1996, ISBN 3-926570-52-0.
- als Herausgeber: Essays on Stackelberg (1905–1946) (= Journal of Economic Studies. Band 23, Nr. 5/6, ISSN 0144-3585). MCB University Press, Bradford u. a. 1996.
- als Herausgeber mit Günter Krause: Zur politischen Ökonomie der Transformation. Metropolis, Marburg 1997, ISBN 3-89518-127-7.
- als Herausgeber mit Günter Krause: Issues in Transformation Theory. Metropolis, Marburg 1997, ISBN 3-89518-129-3.
- als Herausgeber: Essays on Social Security and Taxation. Gustav von Schmoller and Adolph Wagner Reconsidered. Metropolis, Marburg 1997, ISBN 3-89518-139-0.
- Harald Hermann: Staatlich gebundene Freiberufe im Wandel. Rechtliche und ökonomische Aspekte aus Wissenschaft und Praxis (= Schriften des Forschungsinstituts Freie Berufe. 9). Nomos, Baden-Baden 1998, ISBN 3-7890-5319-8.
- als Herausgeber mit Plamen D. Tchipev, Frank H. Stephen: Mass Privatisation Schemes in Central and East European Countries. Implications on Corporate Governance. GorexPress, Sofia 1998, ISBN 954-616-034-2.
- als Herausgeber: Christian Wolff and Law & Economics. The Heilbronn Symposium (= Christian Wolff: Gesammelte Werke. Abt. 3: Materialien und Dokumente. 45). Olms, Hildesheim u. a. 1998, ISBN 3-487-10701-5.
- als Herausgeber: Elgar Companion to Law and Economics. Elgar, Cheltenham u. a. 1999, ISBN 1-85898-516-1 (2nd edition. ebenda 2005, ISBN 1-84542-032-2).
- als Herausgeber: Karl Bücher. Theory – History – Anthropology – Non Market Economics. Metropolis, Marburg 2000, ISBN 3-89518-229-X.
- als Herausgeber mit Hans-Joachim Stadermann: Georg Simmels Philosophie des Geldes. Einhundert Jahre danach. Metropolis, Marburg 2000, ISBN 3-89518-279-6 (Englisch: Georg Simmel’s Philosophy of Money. A Centenary Appraisal. ebenda 2000, ISBN 3-89518-297-4).
- als Herausgeber: Werner Sombart (1863–1941) – Klassiker der Sozialwissenschaften. Eine kritische Bestandsaufnahme. Metropolis, Marburg 2000, ISBN 3-89518-275-3.
- als Herausgeber mit Fritz Helmedag: Holzwege. Forstpolitische Optionen auf dem Prüfstand (= Ökologie und Wirtschaftsforschung. 43). Metropolis, Marburg 2002, ISBN 3-89518-385-7.
- als Herausgeber: Joseph Alois Schumpeter. Entrepreneurship, Style and Version. = Joseph Alois Schumpeter. Entrepreneurship, Style and Vision (= European Heritage in Economics and the Social Sciences. 1). Kluwer, Boston MA u. a. 2003, ISBN 1-4020-7463-8.
- als Herausgeber: Evolutionary Economic Thought. European Contributions and Concepts. Elgar, Cheltenham u. a. 2003, ISBN 1-84064-678-0.
- als Herausgeber mit Wim Heijmann, Andries Nentjes, Johan van Ophem: Economic Policy in an Orderly Framework. Liber Amicorum for Gerrit Meijer. LIT, Münster 2003, ISBN 3-8258-7184-3.
- als Herausgeber mit Detmar Döring: The Political Economy of Secession. A Source Book. Neue Zürcher Zeitung, Zürich 2004, ISBN 3-03-823102-9.
- als Herausgeber mit Richard E. Wagner: Handbook of Public Finance. Kluwer, Boston MA u. a. 2004, ISBN 1-4020-7863-3.
- als Herausgeber: Essays on Fiscal Sociology (= Finanzsoziologie. 1). Lang, Frankfurt am Main u. a. 2005, ISBN 3-631-39967-7.
- als Herausgeber: Modern Applications of Austrian Thought (= Routledge Frontiers of Political Economy. 68). Routledge, London u. a. 2005, ISBN 0-415-36542-2.
- als Herausgeber: Fiscal Sociology. Public Auditing (= Finanzsoziologie. 2). Lang, Frankfurt am Main u. a. 2007, ISBN 978-3-631-56016-7.
- als Herausgeber: Political Economy, Linguistics and Culture. Crossing Bridges (= The European Heritage in Economics and the Social Sciences. 5). Springer, New York NY 2008, ISBN 978-0-387-73371-5.
- als Herausgeber mit Günther K. Chaloupek, Hans A. Frambach: 300 Years of Adam Smith: Reception and Influence in Selected European Countries. Springer, Cham 2024, ISBN 978-3-031-63260-0.